# Зохре і Тахір
«Зохре і Тахір» — радянський двосерійний художній фільм 1991 року, знятий режисерами Керімом Аннановим і Бабою Аннановим на кіностудії «Туркменфільм».

## Сюжет
За мотивами східних легенд. Історія трагічного кохання молодих людей, яким немає місця у жорстокому світі. Дочка шаха Зохре та син візира Тахір не змогли поєднати свої долі, вони загинули в нерівній сутичці з цинічними, корисливими царедворцями.

## У ролях
- Езіз Ходжагельдиєв — Тахір
- Лоліта Груздєва — Зохре
- Баба Аннанов — Бабахан
- Ходжакулі Нарлієв — Бахір
- Аман Одаєв — Ерманус
- Керім Аннанов — Карабатир
- Нурберди Аллабердиєв — Мойсепіт
- Артик Джаллієв — Саримелгун
- Гульшат Бекієва — Махім
- Ходжадурди Нарлієв — Вахіт
- Боссан Реджепова — Шахіхубан
- Гульширін Аліджанова — Шахіджахан
- Гельди Сейдієв — головний осавул
- Ата Бяшимов — осавул
- Антоніна Рустамова — няня Зохре
- Огультач Ханниєва — няня Тахіра
- Ата Довлетов — Адилша
- Я. Аллабердиєв — Мойсепит у юності
- Худайберди Ніязов — садівник
- Айнабат Аманлієва — епізод
- Чари Сейтлієв — епізод
- Чари Ішанкулієв — епізод
- Берди Аширов — епізод
- Сапар Одаєв — епізод
- К. Кульніязов — епізод
- Е. Чокумбаєв — епізод
- Г. Ніязова — епізод
- Г. Оразова — епізод
- Хурма Хаджімурадова — епізод
- Піркулі Атаєв — епізод
- А. Сахатмурадова — епізод
- П. Гатілова — епізод
- О. Забровська — епізод
- Г. Агамурадова — епізод
- Юлія Гардер-Коробкова — епізод
- Курбан Реджепов — епізод
- Овез Геленов — епізод
- М. Ільясов — епізод
- Дільбер Розиєва — епізод
- Ораз Мередов — епізод
- Б. Кличов — епізод
- Р. Назаров — епізод
- Батир Бекмурадов — епізод
- О. Бекієв — епізод
- Ораз Оразов — епізод
- Імамберди Суханов — епізод
- Г. Оразбердиєв — епізод
- Артур Аветисян — епізод
- Д. Шихієва — епізод
- Марина Ковальова — епізод
- Гозель Реджепова — епізод
- О. Курулянко — епізод
- Ю. Ус — епізод

## Знімальна група
- Режисери — Керім Аннанов, Баба Аннанов
- Сценаристи — Баба Аннанов, Джума Худайкулієв
- Оператор — Якуб Муратназаров
- Композитор — Реджеп Реджепов
- Художник — Батир Бекмурадов